# All You Need Is Cash
All You Need Is Cash es una película para televisión de 1978 en formato falso documental dirigida por Eric Idle y Gary Weis que narra la historia del grupo de rock ficticio The Rutles, una parodia del popular grupo The Beatles.
La música y los eventos en la vida de The Rutles se presentan paralelos a los de los Beatles y representan muchos de los aspectos más destacados de su carrera. La película animada Yellow Submarine es parodiada como Yellow Submarine Sandwich, y la canción "Get Back" se convirtió en "Get Up and Go".

## Reparto
- Eric Idle es Dirk McQuickly, parodia de Paul McCartney.
- Neil Innes es Ron Nasty, parodia de John Lennon.
- John Halsey es Barry Wom, parodia de Ringo Starr.
- Ricky Fataar es Stig O'Hara, parodia de George Harrison.
- Michael Palin es Eric Manchester.
- George Harrison es el entrevistador.
- Bianca Jagger es Martini McQuickly.
- John Belushi es Ron Decline.
- Dan Aykroyd es Brian Thigh.
- Gilda Radner es Emily Pules.
- Bill Murray es Bill.
- Gwen Taylor es Iris Mountbatten.
- Ron Wood es un Hell Angel.
- Terence Bayler es Leggy Mountbatten.
- Mick Jagger es él mismo.
- Paul Simon es él mismo.
- Roger McGough es él mismo.